# Gieorgij Iwanow (poeta)
Gieorgij Władimirowicz Iwanow (ros.  Георгий Владимирович Иванов, ur. 10 listopada 1894 w Studionkach w guberni kowieńskiej, zm. 26 sierpnia 1958 w Hyères we Francji) – rosyjski poeta.

## Życiorys
W 1910 ukończył korpus kadetów, w 1911 zaczął publikować wiersze, pracował w pismach "Apołłon", "Sowriemiennik" i innych jako poeta i krytyk literacki. W 1912 wydał w Petersburgu pierwszą książkę wierszy "Otpłytne na ostrow Citeru", w 1914 drugi zbiór "Gornica", a w 1916 trzeci - "Wieriesk". Uprawiał lirykę filozoficzną. Jego wczesne wiersze były bliskie egofuturyzmowi, a późniejsze akmeizmowi. W 1921 wydał zbiór "Sady", a w 1922 "Łampada". Jesienią 1922 wraz z żoną, Iriną Odojewcewą, wyemigrował do Berlina, a w 1923 do Paryża, gdzie w 1928 opublikował tom wspomnień Pietierburgskije zimy, a w 1931 zbiór poezji "Rozy". W latach 1943–1946 mieszkał w Biarritz, a później w Hyères.